# Brycinus jacksonii
Brycinus jacksonii é uma espécie de peixe da família Alestidae.
Pode ser encontrada nos seguintes países: Burundi, República Democrática do Congo, Tanzânia e Uganda.
Os seus habitats naturais são: rios, lagos de água doce e marismas de água doce.